# Abkommen von Nouméa
Das Abkommen von Nouméa war ein Abkommen zwischen der französischen Regierung und Vertretern verschiedener politischer Parteien in Neukaledonien, das eine Übertragung bestimmter Kompetenzen auf Neukaledonien festlegte. Ausgenommen sind Verteidigung, Sicherheit, Justiz und Finanzpolitik (Währung). Es wurde in der Hauptstadt des Überseegebiets, Nouméa, unterzeichnet. Es beinhaltete auch eine Beschränkung der Arbeitsaufnahme für Zuwanderer – Einwohner, die dauerhaft in Neukaledonien angesiedelt waren, sollten bevorzugt werden. Das Abkommen sah zudem Referenden zur Unabhängigkeit vor. Das erste sollte 2018 stattfinden. Falls dieses nicht eine Mehrheit für die Unabhängigkeit ergab, wurde den Indépendantisten ein zweites zugestanden, bei einem erneuten Scheitern sogar ein drittes.

## Referendum zum Abkommen von Nouméa
Das Abkommen wurde am 5. Mai 1998 vom französischen Premierminister Lionel Jospin, dem Präsidenten der Unabhängigkeitspartei FLNKS, Roch Wamytan und dem Parlamentspräsidenten der Südprovinz, Jacques Lafleur unterzeichnet. In einem anschließenden Referendum in Neukaledonien am 8. November 1998 wurde es mit 72 % Zustimmung gebilligt.
| Wähler                       | Zahl    | Prozent  |
| ---------------------------- | ------- | -------- |
| Registrierte Wahlberechtigte | 106.698 | 100,00 % |
| Wähler                       | 79.202  | 74,23 %  |
| Gültige Stimmen              | 77.097  | 97,34 %  |
| Ja-Stimmen *                 | 55.400  | 71,86 %  |
| Nein-Stimmen *               | 21.697  | 28,14 %  |

## Unabhängigkeitsreferendum
Ein Referendum über Unabhängigkeit oder Verbleib bei Frankreich sollte nach den Bestimmungen von Nouméa zwischen 2014 und 2018 stattfinden. Auf Forderung der Unabhängigkeitsbefürworter wurde das Wahlrecht 2007 eingeschränkt. Die Wählerschaft sollte auf den Stand von 1998 „eingefroren“ werden. Es durften nur die Einwohner Neukaledoniens abstimmen, die bereits 1998 im offiziellen Wahlregister eingetragen waren und ihre Kinder. Die Indépendantisten befürchteten einen massiven Zuzug von Franzosen, um das Stimmenverhältnis zu den Kanak zu beeinflussen. Diese Sonderregelung sollte nach dem Ende der Referenden wieder abgeschafft werden (Dégel du corps électoral). Im Jahr 2023 waren über 42.000 Personen von den Wahlen ausgeschlossen. Es wurden sowohl ein Referendum 2018 als auch 2020 durchgeführt. Beide Referenden erhielten den Status quo (Verbleib bei Frankreich). Für diesen Fall sah das Abkommen ein drittes Referendum vor. Das dritte Referendum fand am 12. Dezember 2021 statt. Auch bei diesem Referendum lehnte eine große Mehrheit (96,5 %) die Unabhängigkeit ab, da ein großer Teil der einheimischen Kanak das Unabhängigkeitsreferendum boykottierte. Die Umfragen hatten zuvor erneut einen Sieg des „Ja“ für den Verbleib in Frankreich prognostiziert. Als Grund für die Nichtteilnahme gaben die Unabhängigkeitsbefürworter die Covid-19-Pandemie an, obwohl zu dieser Zeit in rund einhundert Ländern auch Wahlen stattfanden (Wahlen 2021).

## Einzelbelege
1. ↑  DOSSIER: Accord de Nouméa : une démarche unique en France la1ere.francetvinfo.fr, 4. Mai 2023, abgerufen am 24. Mai 2024 (französisch)
2. ↑  Décision du 9 novembre 1998 proclamant les résultats de la consultation des populations de la Nouvelle-Calédonie du dimanche 8 novembre 1998. legiffrance.gouv.net, 9. November 1998, abgerufen am 14. April 2018 (französisch).
3. ↑  Dégel du corps électoral calédonien : 12 clés pour comprendre le projet de loi constitutionnelle la1ere.francetvinfo.fr, 8. Mai 2024, abgerufen am 24. Mai 2024 (französisch)
4. ↑  TOUT COMPRENDRE - Référendum en Nouvelle-Calédonie: les enjeux de ce 3e vote sur l'indépendance bfmtv.com, 11. Dezember 2021, abgerufen am 14. Dezember 2021 (französisch)
5. ↑  Des sondages instructifs dnc.nc, 6. Mai 2021, abgerufen am 7. April 2024 (französisch)